# ヴァルディーナ
ヴァルディーナ（イタリア語: Valdina, シチリア語: Vaddina）は、イタリア共和国シチリア州メッシーナ県にある、人口約1,300人の基礎自治体（コムーネ）。

## 地理

### 位置・広がり

#### 隣接コムーネ

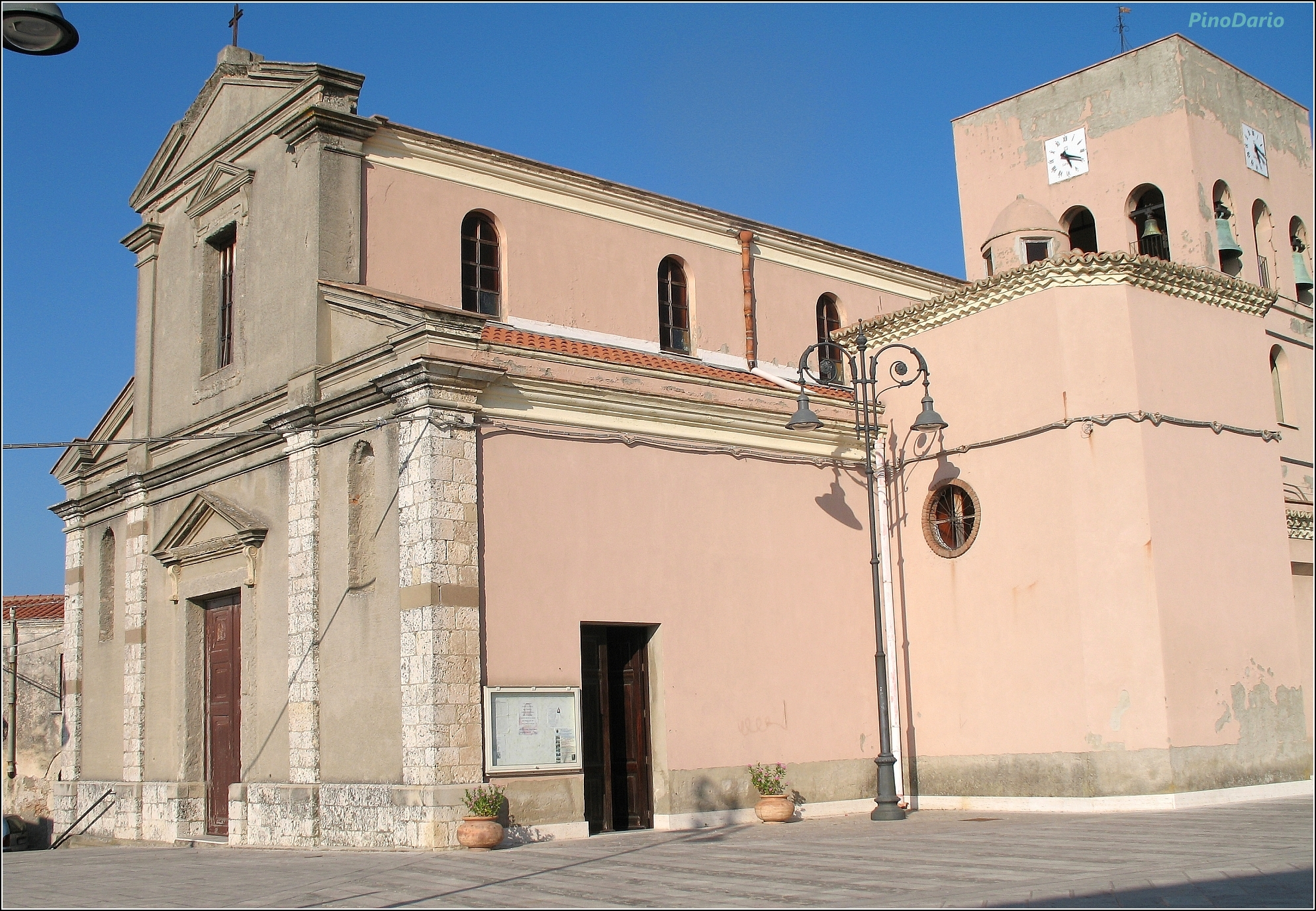
Chiesa

隣接するコムーネは以下の通り。
- ロッカヴァルディーナ
- トッレグロッタ
- ヴェネーティコ